# Arribada dels katalanim a Nova Amsterdam
L' arribada dels jueus katalanim a Nova Amsterdam el setembre de 1654 va ser la primera migració jueva organitzada a Amèrica del Nord. Comprèn 23 jueus sefardites, refugiats « grans i petits » de famílies que fugien de la persecució de la Inquisició portuguesa després de la conquesta del Brasil holandès. És àmpliament commemorat com el punt de partida de la història jueva i jueva-americana de Nova York.

## Brasil
Els jueus havien navegat des de Recife amb el vaixell Valck, un dels almenys setze que van sortir majoritàriament amb destinació als Països Baixos al final de la guerra holandesa-portuguesa. El Valck es va desviar de rumb cap a Jamaica i/o Cuba.

## Carib
Segons expliquen Saul Levi Morteira i David Franco Mendes, van ser llavors fets presoners per pirates espanyols durant un temps. A Cuba, els katalanim van acabar embarcant en el St. Catrina, anomenat pels historiadors posteriors el « Jewish Mayflower », que els va portar a Nova Amsterdam.

## Nova Amsterdam
La nova comunitat jueva es va enfrontar a l'oposició antisemita contra el seu acord amb el director general Peter Stuyvesant, així com a una disputa monetària amb el capità del St. Catrina, que va requerir l'adjudicació de la Companyia Holandesa de les Índies Occidentals. Van ser ajudats per alguns comerciants jueus ashkenazis que havien arribat tot just un mes abans, amb el vaixell Peereboom, des d'Amsterdam passant per Londres. Aquest grup incloïa Jacob Barsimson, i potser Solomon Pietersen i Asser Levy, que també en fonts anteriors ha estat reclamat com un dels vint-i-tres. La nova comunitat fundada la Congregation Shearith Israel encara perdura com la congregació jueva més antiga dels Estats Units.
El document font principal per a la seva arribada és el següent:
| «                                                                  | Jacques de la Motthe, mestre de la Bark St. Charles, per una petició, escrita en francès, demana el pagament de la mercaderia i la pensió dels jueus que va comprar aquí al cap de Sant Antoni d'acord amb l'acord i el contracte en què cadascun està obligat. in solidum, i que, per tant, els mobles i altres béns que tinguin a bord de la seva Bark podran ser venuts públicament per ordre del Tribunal, en pagament del seu deute. Declara verbalment que els holandesos, que van venir amb ells, no estan inclosos en el contracte i l'han satisfet. Solomon Pietersen, un jueu, es presenta a la cort i diu que es paguen nou-cents florins dels 2500, i que hi ha 23 ànimes, grans i petites, que han de pagar igual. El Tribunal, vist la petició i el contracte, ordena que els jueus, en el termini de dues vegades 24 hores després de la data, paguin d'acord amb el contracte el que legalment deuen; i mentrestant, els mobles i tot allò que el Recurrent tingui en el seu poder quedaran com a Garantia, sense alienar la mateixa. | » |
| — Court Minutes of New Amsterdam (1654), traducció anglesa de 1897 | |   |

## Commemoració
El 250è aniversari de l'arribada es va marcar un any més tard el 1905, i el 300è aniversari el 1954. El 300è aniversari es va celebrar durant un període de vuit mesos, des del setembre de 1954 fins al maig de 1955. Per a aquesta fita, es va col·locar un Monument del Tercentenari jueu i un bastó dissenyat per Abram Belskie a Peter Minuit Plaza a la bateria de Manhattan, i un altre Monument i un bastó del Tricentenari jueu dissenyats per Carl C. Mose amb un relleu en forma d'ona amb il·lustracions del Quatre llibertats inspirades en versos de la Bíblia hebrea, així com una imatge conjectural de la Santa Catrina, es van col·locar al parc forestal de Sant Lluís.
Relleus monumentals de Forest Park-
Anvers:
- Imatge conjectural del Santa Catrina
- "Qui pujarà a la muntanya del Senyor" (Llibertat de culte / Salm 24)
- "Proclama la llibertat per tota la terra" (Llibertat d'expressió / Jubileu (bíblic))

Revers:
- Coloma i vegetació decorativa
- "I ningú els farà por" (Llibertat de la por / Figues a la Bíblia)
- "Per a la vídua. .. Per l'estrany. .. Per als orfes" (Freedom from want / Deuteronomista)

El 350è aniversari es va celebrar per una altra celebració d'un any entre setembre de 2004 i setembre de 2005, amb exposicions a la Biblioteca del Congrés i la American Jewish Historical Society que es van inaugurar al setembre i al maig, i va inspirar la institució del primer mes anual del patrimoni jueu nord-americà . any més tard, el maig de 2006.